# Shuizhu

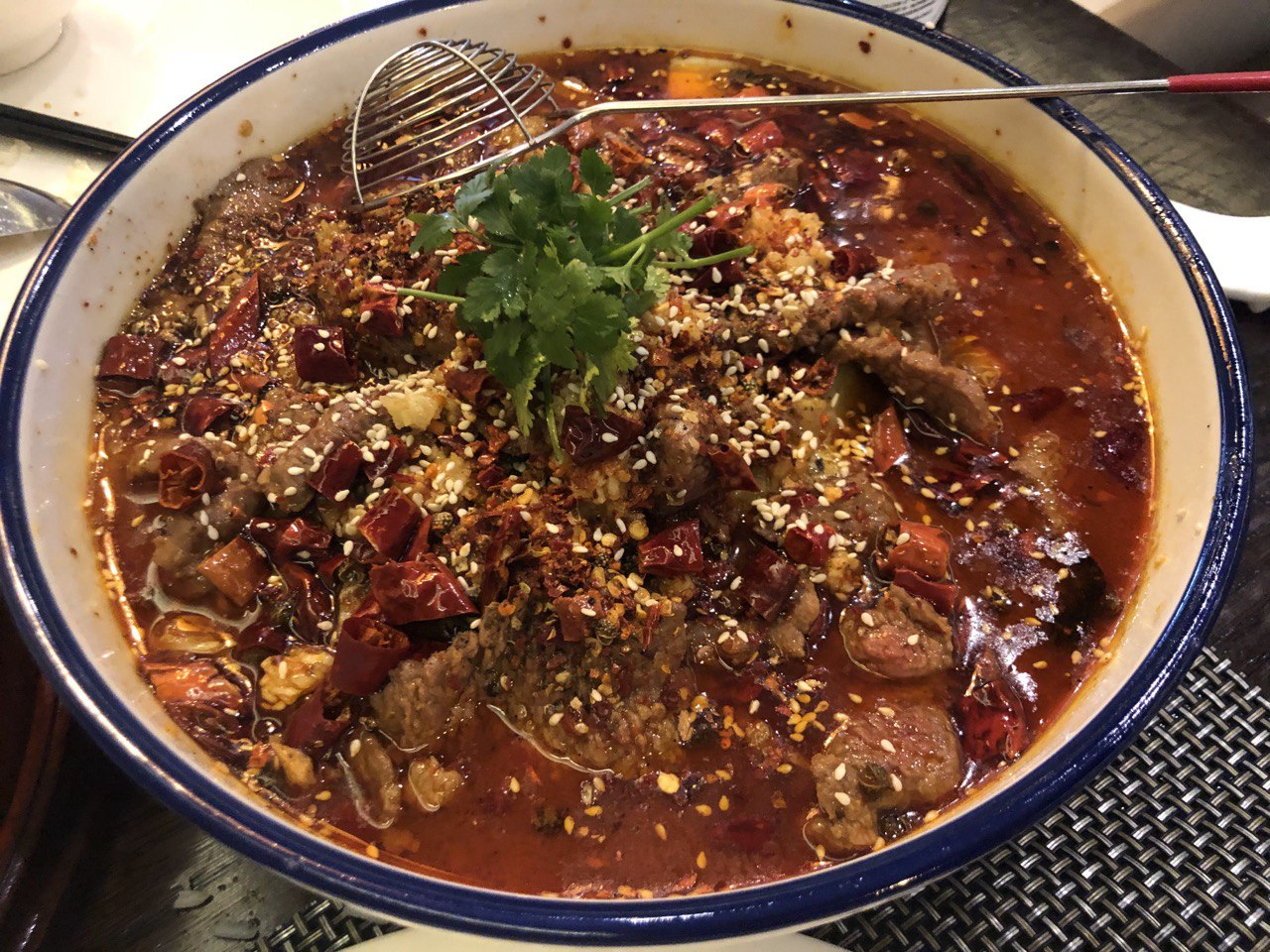
Un plato de shuizhu hecho con filete de vacuno.

El shuizhu (en chino, 水煮肉片; pinyin, shǔizhǔròupiàn; literalmente, ‘lonchas de carne hervidas en agua’) es un plato chino originario de Sichuan que en fechas recientes se ha popularizado en China y otros países. Para prepararlo suele necesitarse algún tipo de carne (normalmente cerdo, ternera o pescado), guindilla y una gran cantidad de aceite vegetal.
La carne se prepara con agua, almidón y una pequeña cantidad de sal. La verdura hervida se pone en el fondo del plato o cuenco al servir. La carne preparada se cuece en agua durante 20–30 segundos, justo lo suficiente para que deje de estar cruda, pero mantenga toda su blandura. La carne se drena y se pone en la fuente de servir con verdura. Sobre ella se espolvorea guindilla seca picada, ajo y otros condimentos. Se caliente el aceite vegetal en una sartén, sin llegar al punto en el que empieza a oler, y entonces se vierte sobre la carne y la verdura preparadas.
Este plato mantiene toda la blandura de la carne al hervirla en lugar de freírla, ofreciendo una buena combinación de carne tierna, frescura de la verdura y sabor picante de la guindilla y la pimienta de Sichuan.
Una variante común de esta receta llamada shui zhu yu emplea pescado blanco (pinyin yu) y es el plato distintivo de algunos restaurantes Sichuan de Shanghái.
- Datos: Q847652